# Secusio discoidalis
Secusio discoidalis es una polilla del género Secusio, subfamilia Arctiinae.
 Fue descrita por George Talbot en 1929. Se encuentra en Angola, República Democrática del Congo, Somalia y Sudáfrica. Las especies de plantas donde se hospeda aún no se han descubierto.